# Isoura
Isoura är ett släkte av fjärilar. Isoura ingår i familjen nattflyn.
Kladogram enligt Catalogue of Life:
| Isoura | \| \| Isoura fuscicollis \| \| \| \| \| \| Isoura pratti \| \| \| \| |
|        | \| \| Isoura fuscicollis \| \| \| \| \| \| Isoura pratti \| \| \| \| |
|        | Isoura fuscicollis                                                   |
|        |                                                                      |
|        | Isoura pratti                                                        |
|        |                                                                      |